# Saint-Jean-aux-Amognes
Saint-Jean-aux-Amognes é uma comuna francesa na região administrativa de Borgonha-Franco-Condado, no departamento Nièvre. Estende-se por uma área de 18,08 km². Em 2010 a comuna tinha 491 habitantes (densidade: 27,2 hab./km²).